# Jagersborg

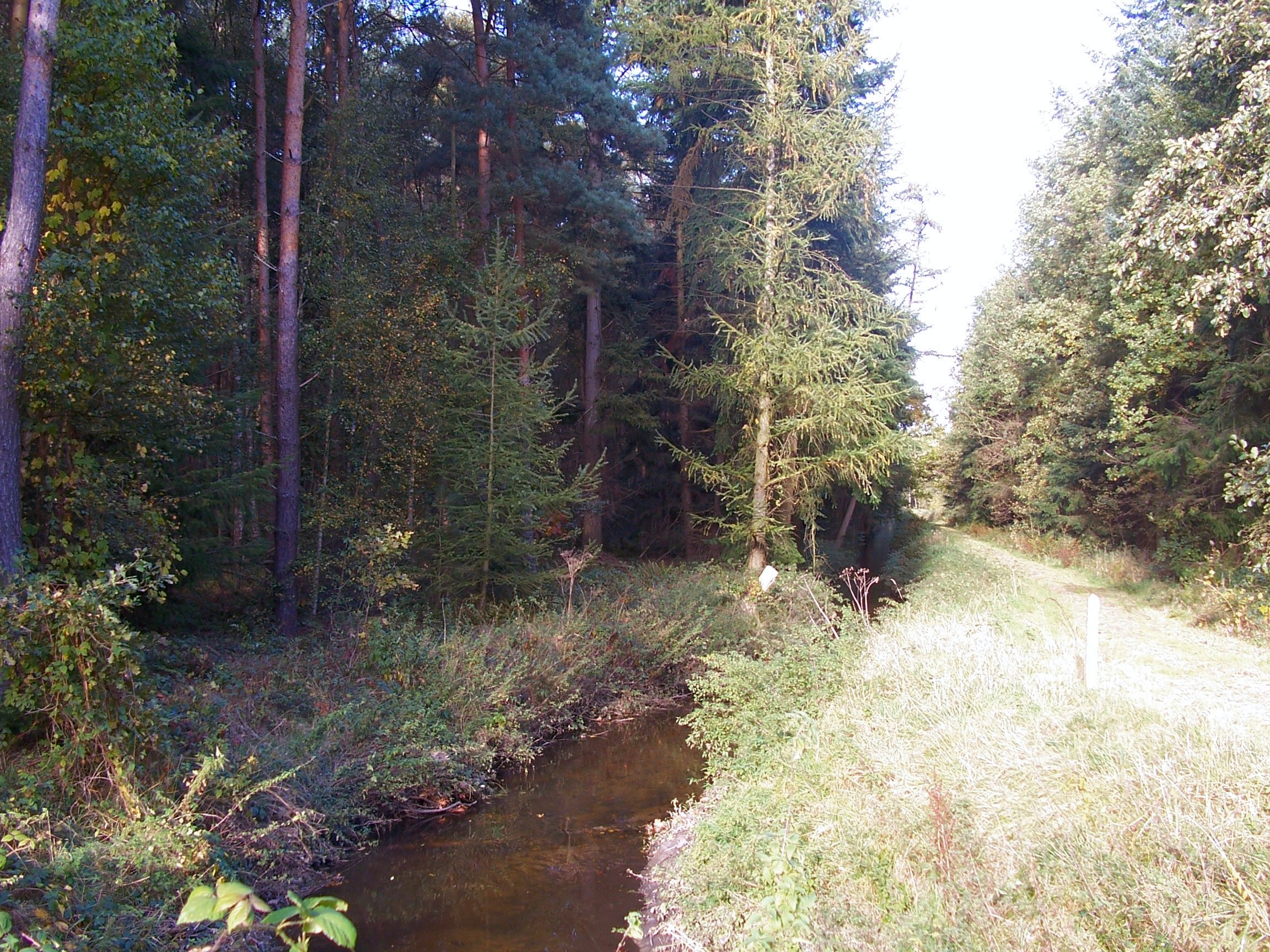
Waterloop in natuurgebied 'Jagersborg'

Jagersborg is de naam van een bosreservaat dat zich bevindt tussen Voorshoven en Maaseik in Belgisch Limburg. 
Het gebied ligt ten zuiden van het dal van de Itterbeek en ten noorden van de Bosbeek. Het is eigendom van het Agentschap voor Natuur en Bos. De oppervlakte van het domeinbos bedraagt 305 ha. Samen met de Wateringen vormt het natuurdomein Jagersborg en de Wateringen van van 388 ha. Het domein Jagersborg bestaat uit de bosplaatsen Jagersborg en Gremelslo.
Het is Europees beschermd als onderdeel van Natura 2000-gebied Itterbeek met Brand, Jagersborg en Schootsheide en Bergerven.
Dit gebied is een restant van een uitgestrekt moerasgebied dat zich nog tot de vroege Middeleeuwen ten noorden van Neeroeteren uitstrekte. In de 13e en 14e eeuw begonnen adel en clerus aan het exploiteerbaar maken van dit moeras. Daarvoor werd eerst de Bosbeek verlegd.  De oorspronkelijke loop kreeg een nieuwe naam : Witbeek. Door deze ingrepen verminderde de watertoevoer en kon het gebied langzaam ontwateren.
Het bos wordt beschouwd als een zeer goed ontwikkeld vochtig berken-zomereikenbos. Doordat grote delen van het bos slecht toegankelijk waren is er gedurende tientallen jaren nauwelijks onderhoud verricht. Hierdoor is er veel dood hout komen te liggen en kwam er ook spontane verjonging van het bos tot stand.
Het gebied kent een stelsel van rechtlijnige paden en waterlopen. Het maakt onderdeel uit van het grenspark Kempen-Broek.